# ایستی‌سو، اسماعیلی
ایستی‌سو (به ترکی آذربایجانی: Istisu)، یک منطقه مسکونی در جمهوری آذربایجان است که در شهرستان اسماعیللی واقع شده‌است. 
ایستی‌سو ۹۹۰ نفر جمعیت دارد.